# Iresioides lineatopunctata
Iresioides lineatopunctata is een keversoort uit de familie van de boktorren (Cerambycidae). De wetenschappelijke naam van de soort werd in 1880 als Leptocera lineatopunctata gepubliceerd door Charles Owen Waterhouse.